# Windom, Texas
Windom là một thị trấn thuộc quận Fannin, tiểu bang Texas, Hoa Kỳ. Năm 2010, dân số của thị trấn này là 199 người.

## Dân số
- Dân số năm 2000: 245 người.
- Dân số năm 2010: 199 người.